# Alliance (North Carolina)
Alliance is een plaats (town) in de Amerikaanse staat North Carolina, en valt bestuurlijk gezien onder Pamlico County.

## Demografie
Bij de volkstelling in 2000 werd het aantal inwoners vastgesteld op 781.
In 2006 is het aantal inwoners door het United States Census Bureau geschat op 742, een daling van 39 (-5,0%).

## Geografie
Volgens het United States Census Bureau beslaat de plaats een oppervlakte van
5,2 km², geheel bestaande uit land.

## Plaatsen in de nabije omgeving
De onderstaande figuur toont nabijgelegen plaatsen in een straal van 16 km rond Alliance.